# Arya Samaj

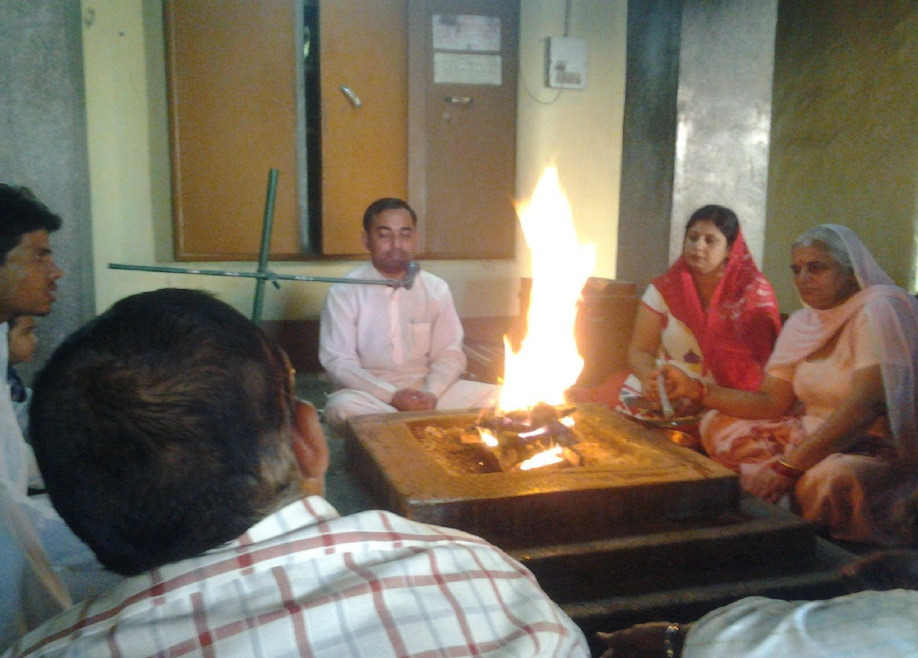
Arya Samaj

El Arya Samaj o Aria Samash (‘asociación de nobles’, siendo samash: ‘asociación’, y arya: ‘caballero, ario’) es una secta reformista del hinduismo, fundada en 1875 por Daiananda Sárasuati, con el fin de establecer las escrituras sagradas hinduistas (Upanishads, etc.) como la verdad infalible.
El Aria Samash se opone completamente a la primera religión de la India, el vedismo, que estaba basada en las enseñanzas del Rig-veda (el texto más antiguo de la India, de mediados del II milenio a. C.). Por lo tanto se opone a
- la idolatría,
- el culto de los ancestros,
- el sacrificio de animales,
- el sistema de castas,
- la intangibilidad de los intocables,
- el matrimonio de niños,
- la peregrinación a lugares sagrados de la India y
- las ofrendas en templos para mantener a la casta sacerdotal brahmana.

En cambio sí conserva
- la santidad de la vaca,
- los samskaras (sacramentos hinduistas),
- las oblaciones al fuego.

Promueve la reforma social, incluyendo la educación de las mujeres, prohibida tanto en la antigua religión védica como en la posterior religión hinduista.

## Difusión
Concentrada en el occidente y norte de la India, está gobernada por representantes elegidos por samayas (‘asociaciones’) en los niveles locales, provinciales y nacionales, desempeñando un importante rol en el crecimiento del nacionalismo hinduista.
- Datos: Q717798
- Multimedia: Arya Samaj / Q717798